# AstroForge
AstroForge est une entreprise du secteur spatial basée à Huntington Beach, en Californie, fondée par Matthew Gialich et Jose Acain le 10 janvier 2022. L'entreprise prévoit l'exploitation minière des astéroïdes, visant à devenir la première entité commerciale à le faire,. En 2025, aucun effort commercial d'exploitation minière d'astéroïdes n'a abouti, bien que plusieurs missions dirigées par des États ont réussi à ramener sur Terre des échantillons d'astéroïdes.

## Historique
Fondée le 10 janvier 2022, AstroForge a annoncé son ambition de devenir la toute première société minière d'astéroïdes au monde le 26 mai de la même année. AstroForge a passé plusieurs mois à lever environ 13 millions de dollars de financement d'amorçage et à développer des technologies visant à traiter les matériaux des astéroïdes. L'entreprise compte plus de vingt employés mi 2023. En avril 2023, AstroForge a lancé sa première mission de démonstration sous forme d'un CubeSat. Lancé par une fusée Falcon 9 lors de la mission de covoiturage Transporter-7 et construit par l'entreprise OrbAstro, le CubeSat 6U d'AstroForge nommé Brokkr-1 a été envoyé en orbite terrestre basse pour tester les technologies de raffinement des matériaux des astéroïdes,. Le but était de séparer des métaux précieux comme le platine de matériaux généraux comme le fer. Cependant, des problèmes de communication avec le satellite ont empêché l'entreprise de faire la démonstration de la raffinerie,. Le 18 octobre 2023, AstroForge a réalisé avec succès un test du système de propulsion de vol pour sa prochaine mission, Odin.

## Objectifs
L'objectif ultime d'AstroForge dans le domaine de l'exploitation minière d'astéroïdes est l'extraction, le raffinement et la vente de métaux du groupe du platine issus de l'intérieur d'astéroïdes de type M proches de la Terre. Ces astéroïdes devraient être assez petits par rapport aux astéroïdes de la ceinture principale, mesurant entre 20 et 300 mètres de diamètre. On pense également que les astéroïdes de type M représentent environ 3 à 5 % de tous les Astéroïdes géocroiseurs, ce qui signifie qu'ils sont assez rares. AstroForge envisage actuellement cinq astéroïdes différents qui correspondent à ces qualifications comme cibles minières potentielles dans les opérations futures. De nombreuses anciennes entreprises impliquées dans les industries des ressources spatiales avaient intérêt à extraire la glace d’eau contenue dans les astéroïdes et à la diviser en hydrogène et oxygène pour créer des dépôts de propergols interplanétaires, mais AstroForge ne s'intéresse pas à ce concept en raison de l'absence d'un marché actuel pour les dépôts de propergols interplanétaires, se concentrant plutôt sur l’extraction de métaux précieux à forte demande,. Bien qu'il y a eu un certain nombre de missions robotiques qui ont renvoyé sur Terre des échantillons d'astéroïdes (sondes Hayabusa et Hayabusa 2 de la JAXA et OSIRIS-REx de la NASA), le processus n'a pas encore été commercialisé ni effectué sur un astéroïde de type M étant donné que les cibles de recherche passées de la JAXA et de la NASA étaient des astéroïdes de type C,.

## Véhicules spatiaux
Les véhicules spatiaux portent le nom de personnages de la mythologie nordique.

### Brokkr-1
Brokkr-1, construit par le fabricant britannique de satellites OrbAstro, est le premier vaisseau spatial orbital d'AstroForge, composé d'un CubeSat 6U. Son objectif principal était de démontrer la technologie permettant d’extraire les métaux des matériaux des astéroïdes. La charge utile devait vaporiser le matériau simulant celui d'un astéroïde et trier les métaux des autres constituants.
Le satellite Brokkr-1 a été confronté à des problèmes immédiats après son lancement le 15 avril 2023, à bord d'une fusée Falcon 9 lors de la mission Transporter-7. La société a eu du mal à identifier son satellite parmi les 50 autres engins spatiaux de la mission, un problème aggravé par un dysfonctionnement lors du déploiement du panneau solaire. Le champ magnétique généré par le système de raffinage du satellite a interféré avec son système d'orientation, rendant difficile l'alignement de l'antenne et le déploiement complet des panneaux solaires.
AstroForge a révélé qu'ils avaient identifié le problème du champ magnétique avant le lancement, mais qu'ils avaient choisi de poursuivre la mission malgré le risque. Ils ont choisi d'éviter un retard de neuf mois et les coûts de lancement associés, même si cela signifiait que le satellite pourrait potentiellement se retrouver dans une oscillation susceptible de perturber la communication.
En recherchant Brokkr-1, AstroForge a noté qu'au cours des semaines suivantes, ils ont établi des connexions avec des sociétés spatiales disposant d'actifs au sol qui pourraient « aider à identifier [leur] satellite ». Le 5 mai 2023, le premier signal positif a été reçu, confirmant que le satellite était en bon état.

### Odin (Brokkr-2)
Le deuxième démonstrateur d'AstroForge, initialement désigné Brokkr-2 puis rebaptisé Odin, a pour mission d'effectuer un survol d'un astéroïde géocroiseur et de déterminer si l'astéroïde est métallique. L'engin spatial est lancé sur une orbite héliocentrique comme charge utile de secondaire de la mission lunaire Intuitive Machines 2, le 26 février 2025. Son bus satellite, de 100 kilogrammes, a d'abord également été construit par OrbAstro, puis a été entièrement reconstruit en interne, principalement à partir de zéro, après l'échec des tests de vibrations. Le 29 janvier 2025, la société a annoncé qu'Odin ciblerait le géocroiseur 2022 OB5 (en), avec un survol 301 jours après le lancement en décembre 2025. L'astéroïde a été sélectionné en partie à cause de sa composition métallique supposée, et sa proximité de la Terre lors de la rencontre avec le vaisseau spatial. Après son lancement, Odin rencontre des problèmes de communication,. Le 6 mars 2025, la société déclare officiellement Odin perdu malgré une communication sporadique avec l'aide d'un radioamateur AMSAT en Allemagne, principalement en raison de pannes de stations au sol.

### Vestri
Le troisième engin spatial de démonstration, Vestri, reviendra sur le même astéroïde métallique ciblé et atterrira/s'amarrera avec lui.